# San José de las Matas
San José de las Matas, também conhecida como Sajoma, é um município da República Dominicana pertencente à província de Santiago. Inclui três distritos municipais: El Rubio, La Cuesta e Las Placetas.
Sua população estimada em 2012 era de 109 071 habitantes.